# مارلون براون
مارلون براون (بالإنجليزية: Marlon Brown)‏ هو لاعب كرة قدم أمريكية أمريكي، ولد في 22 أبريل 1991 في ممفيس في الولايات المتحدة.

## وصلات خارجية
- مارلون براون على موقع مرجع كرة القدم المحترفة.كوم (الإنجليزية)